# باشگاه فوتبال یونایتد پتروترین
باشگاه فوتبال یونایتد پتروترین یک باشگاه فوتبال از ترینیداد و توباگو و عضو سابق لیگ تی‌تی پرو ترینیداد بود که در سال ۲۰۰۹ منحل شد.

## افتخارات
- لیگ برتر تی‌تی: ۲ قهرمانی
- جام حذفی ترینیداد و توباگو: ۵ قهرمانی
- جام باشگاه‌های کارائیب: ۱ قهرمانی